# Hollabrunn (distrikt)
Hollabrunn är ett distrikt i det österrikiska förbundslandet Niederösterreich. Det gränsar i norr till Tjeckien.

## Indelning
Distriktet består av följande städer, köpingar och kommuner:
Städer
- Hardegg
- Hollabrunn
- Maissau
- Pulkau
- Retz
- Schrattenthal

Köpingar

- Göllersdorf
- Grabern
- Guntersdorf
- Hadres
- Haugsdorf
- Hohenwarth-Mühlbach am Manhartsberg

Kommunerna i distriktet Hollabrunn

- Mailberg
- Nappersdorf-Kammersdorf
- Pernersdorf
- Ravelsbach
- Seefeld-Kadolz
- Sitzendorf an der Schmida
- Wullersdorf
- Zellerndorf
- Ziersdorf

Landskommuner
- Alberndorf im Pulkautal
- Heldenberg
- Retzbach